# Trypogeus barclayi
Trypogeus barclayi là một loài bọ cánh cứng trong họ Cerambycidae.